# Early Lunar Access

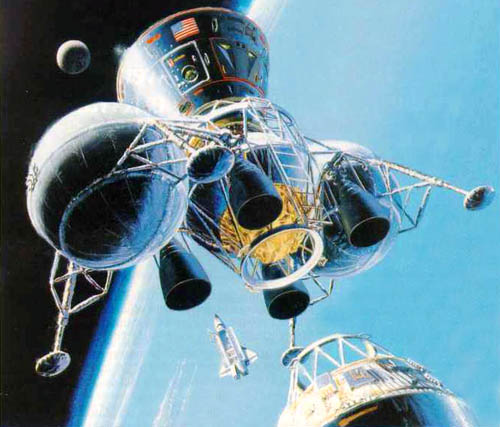
Lunar Exploration Vehicle.

Early Lunar Access o ELA (Acceso temprano a la Luna) fue un estudio llevado a cabo a principios de los años 1990 referido a un hipotético inmediato regreso a la Luna, pero que finalmente fue cancelado. El estudio fue realizado por General Dynamics entre 1992 y 1993, y fue concebido como un proyecto a llevar a cabo entre los Estados Unidos y Europa para realizar un regreso tripulado a la Luna con un coste diez veces inferior al del programa Apolo mediante el uso de lanzadores ya existentes en lugar de desarrollar cohetes del tipo Saturno V, el uso de electrónica y materiales modernos y motores de cohete avanzados.
ELA ofrecería un mayor retorno científico que las misiones del programa Apolo dado que las misiones en la superficie lunar tendrían una duración de entre 2 y 3 semanas. Políticamente, impulsaría la cooperación entre la NASA y la ESA y posiblemente otras agencias espaciales, algo que podría ser atractivo para los políticos de ambos lados.
Para cumplir con los requisitos de bajo coste y gran retorno científico, General Dynamics identificó los siguientes requisitos a cumplir:
- Maximización de sistemas o subsistemas existentes o derivados
- Lograr una misión lunar tripulada en 2000
- Proporcionar la capacidad para una estancia lunar de hasta tres semanas
- Proporcionar un entorno intravehicular cómodo
- Emplazar instalaciones permanentes que permitan la expansión de las bases lunares

## Objetivos

### Ciencia lunar
- Caracterizar las propiedades geológicas y físicas
- Establecer instalaciones astronómicas
- Demostrar la viabilidad de una planta lunar de procesamiento de oxígeno

### Tecnologías de soporte de vida
- Establecer la efectividad de los trajes lunares
- Evaluar las capacidades de las tripulaciones para tiempos de estancia moderados (de 14 a 21 días)
- Determinar la efectividad de las tripulaciones durante la noche lunar

### Soporte de la primera base lunar
- Cartografía y mapeado de los sitios de aterrizaje potenciales
- Desplegar ayudas a la navegación y enlaces de comunicación
- Determinar la efectividad de robots controlados a distancia
- Probar material y equipamiento expuesto al entorno lunar durante largos periodos
- Desplegar suministros críticos y equipamiento

ELA utilizaría el transbordador espacial y grandes cohetes desechables como el Ariane 5 o el Titan IV para lanzar el módulo lunar tripulado (LEV, Lunar Exploration Vehicle) y el módulo de propulsión (una etapa Centauro), que se unirían una vez en órbita. El módulo de propulsión llevaría al módulo tripulado a la Luna, y después sería desechado. En una misión típica el viaje a la Luna llevaría unos tres días. Para ahorrar propelente, el LEV haría un aterrizaje directo en lugar de situarse en una órbita alrededor de la Luna, como en las misiones Apolo. El LEV llevaría suficiente combustible como para despegar y devolver a la tripulación a la Tierra. Para misiones no tripuladas, de transporte de carga, el LEV llevaría una carga más pesada y utilizaría prácticamente todo el combustible en el alunizaje.
Los vehículos de lanzamiento (transbordador, Titan IV, Ariane 5) necesitarían algunas mejoras para ser usados por ELA: el transbordador habría necesitado un tanque externo ligero de aleación de litio-aluminio (que fue finalmente desarrollado y puesto en uso) o unos cohetes aceleradores más potentes (cancelados en 1994) para llevar 25.720 kg de carga a 300 km de altura; tanto el Titan IV como el Ariane V deberían haber sido aumentados para poder poner en órbita hasta 27 toneladas en órbita baja.
El propulsor Centauro habría sido modificado para realizar misiones de días de duración, en lugar de horas como para las que está diseñado. Habría montado un único motor RL-10 en lugar de los motores gemelos que monta para ahorrar peso y aumentar la fiabilidad. Los tanques de propelente se habrían agrandado y se les habría aumentado el aislamiento térmico, la energía y el propelente del control de reacción para incrementar el tiempo de vida en órbita.
La cápsula de la tripulación habría sido derivada de las cápsulas Apolo, siendo más ligera por el uso de nuevos materiales, y teniendo menos espacio interior debido a que sólo debería acomodar a dos tripulantes en lugar de a tres.
El hábitat lunar donde los tripulantes pasarían la estancia en la superficie lunar sería una derivación de equipamiento ya existente, en concreto del módulo logístico presurizado (MPLM) desarrollado por Alenia Spazio para la NASA. El MPLM fue reemplazado más tarde por una versión más grande, que habría sido demasiado pesada para ser usada por el sistema ELA. Podría haberse usado una versión más pequeña, como la usada en los vehículos ATV de la ESA, que usan el mismo módulo básico construido por Alenia Spazio.
Finalmente el proyecto no salió adelante, entre otros factores debido al rediseño de la estación espacial internacional y al coste de los vuelos del transbordador espacial, que absorbieron la mayor parte de los fondos de la NASA. Además la NASA descubrió que General Dynamics había infraestimado el peso del LEV, lo que habría supuesto, de haberse aprobado el proyecto ELA, un aumento de los costes al necesitar aumentar todavía más la potencia de los cohetes lanzadores.